# Joseph Anglade
Joseph Anglade (in occitano Josèp Anglada) (Lézignan-Corbières, 11 ottobre 1868 – Tolosa, 13 luglio 1930) è stato un saggista, filologo e insegnante francese.

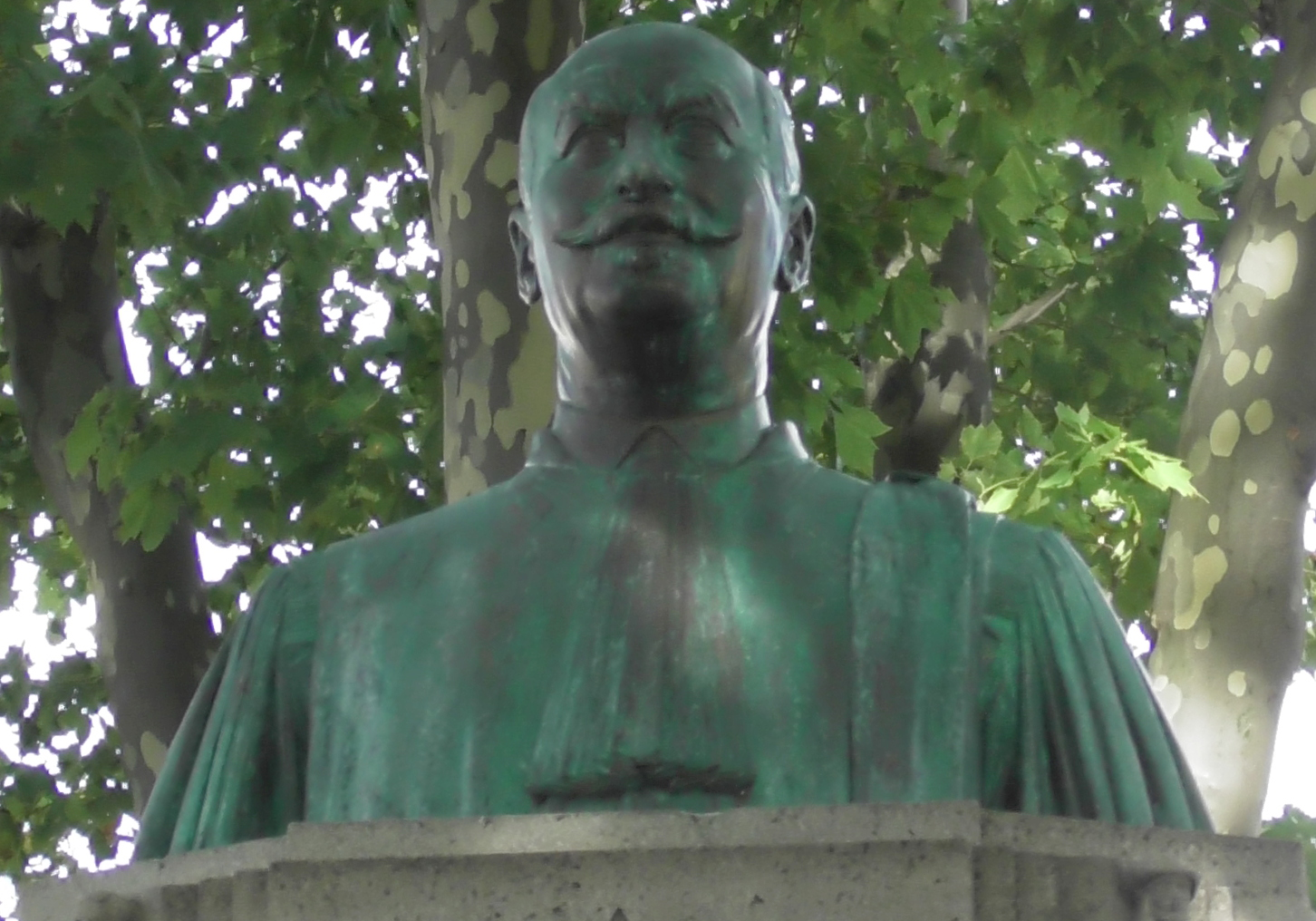

Filologo romanzo specializzato nello studio della poesia lirica trobadorica, divenne noto soprattutto per aver adottato il termine di "lingua occitana" al posto di "lingua provenzale"

## Biografia
Divenne professore al liceo e poi all'università, in varie città fra cui Tolosa dove insegnò lingue e letteratura meridionali.
Pubblicò numerose opere sulla lingua occitana, tra cui una "grammatica dell'antico provenzale" (Grammaire de l'ancien provençal), fondando inoltre un "istituto di studi meridionali", di cui oggi il "Centro di risorse occitane e meridionali" è la continuazione.
Amatissimo dai suoi studenti (divenne famoso come félibre), nel 1911 venne eletto "maintenitore" (mainteneur) dell'accademia dei Jeux floraux.

## Opere
- Le Troubadour Guiraut Riquier. Étude sur la décadence de l'ancienne poésie provençale (1905)
- Les Troubadours, leurs vies, leurs œuvres, leur influence (1908)
- La Bataille de Muret (1913)
- Onomastique des troubadours (1916)
- Poésies du Troubadour Peire Raimon de Toulouse (1920)
- Histoire sommaire de la littérature méridionale au Moyen Âge (1921)
- Anthologie des troubadours (1927)
- Les Troubadours de Toulouse (1928)
- Les Troubadours et les Bretons (1929)
- Pour étudier les patois méridionaux. Notice bibliographique
- Grammaire élémentaire de l'ancien français
- Grammaire de l'Ancien Provençal ou ancienne Langue d'Oc. Phonétique & morphologie
- Notes sur l'emploi de l'article en français